# Nockstein
Nockstein är en bergstopp i Österrike.   Den ligger i distriktet Salzburg-Umgebung och förbundslandet Salzburg, i den centrala delen av landet, 250 km väster om huvudstaden Wien. Toppen på Nockstein är 1 042 meter över havet, eller 74 meter över den omgivande terrängen. Bredden vid basen är 0,53 km.
Terrängen runt Nockstein är kuperad åt nordost, men åt sydväst är den platt. Runt Nockstein är det ganska tätbefolkat, med 83 invånare per kvadratkilometer.. Närmaste större samhälle är Salzburg, 5,9 km väster om Nockstein. 
I omgivningarna runt Nockstein växer i huvudsak blandskog.